# Коко Шанель
Габріель Бонер Шанель (фр. Gabrielle Bonheur Chanel; 19 серпня 1883, Сомюр — 10 січня 1971, Лозанна), відома як Коко Шанель — французька кутюр'є, дизайнерка текстилю та прикрас, художниця по костюмах, підприємиця, реформаторка моди ХХ століття. Завдяки унісекс-модернізму і дорогій простоті Шанель стала іконою стилю. Вона принесла в жіночу моду комплексні парфуми (Chanel № 5), маленьку чорну сукню, приталений жакет, засмагу, знаменитий костюм Шанель (спідниця + жакет).  Вплив Шанель на високу моду був таким сильним, що її, єдину з історії моди, журнал Тайм вніс до списку 100 найвпливовіших людей XX століття.

## Ранні роки
Народилася 19 серпня 1883 року в Сомюрі, хоча сама вказувала 1893 рік та Овернь. Мати померла, коли Габріель було 11 років, у 1895 році, а пізніше її і її чотирьох рідних братів і сестер залишив батько; діти були тоді під опікою рідних і провели деякий час у притулку в Обазіні. То був Монастир Обазіну.
У 18 років Габрієль влаштувалася продавчинею у магазин одягу, а у вільний час співала у кабаре. Улюбленими її піснями були «Ko Ko Ri Ko» і «Qui qua vu Coco», за що її прозвали Коко. Шанель не мала значного успіху як співачка, проте за кулісами вона працювала над костюмами для виступів. 
В кабаре познайомилася з офіцером Етьєном Бальзаном (Etienne Balsan). Переїхала до нього в Париж. Незабаром пішла до англійського промисловця Артура Кейпеля (Arthur Capel). Завдяки інвестиціям цих багатіїв Шанель змогла відкрити власний магазин одягу, з якого почала своє сходження у світ високої моди.

## Модна кар'єра
В 1910 році Шанель відкрила магазин у Парижі, продаючи жіночі капелюшки. Протягом року дім моди перемістився на вулицю Камбон (Cambon), де і знаходиться понині.
У 1912 році Шанель відкрила свій перший дім моди у Довілі, але Перша світова війна перервала її діяльність.
У своїх моделях Шанель сповідувала дорогу простоту. Серед крилатих висловів дизайнерки: «Мода створена не для того, щоб дивувати публіку на показах. Вона створена для того, щоб одягати цю публіку» і «Моду не можна назвати модою, якщо її не носять на вулиці».
У 1919 році відкрила дім моди в Парижі на вулиці Камбон. До цього часу Шанель вже мала клієнтів у всьому світі. Багато хто носили її фланелеві блейзери, спідниці вільного крою, довгі светри з джерсе, матроски і знаменитий костюм (спідниця + жакет). Сама Шанель носила коротку зачіску, маленькі капелюшки і сонячні окуляри.

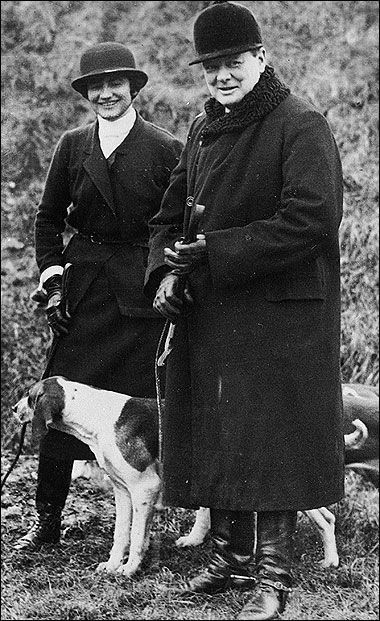
Коко Шанель з Вінстоном Черчиллем, 1920-ті

У 1920-х Шанель запровадила моду на засмагу, повернувшись із відпочинку на яхті із золотаво-бронзовою шкірою. Доти взірцевою була порцеляново-біла шкіра — вважалося, що лише люди нижчих класів можуть мати засмагу, оскільки працюють на сонці.

Парфуми "Chanel № 5"

У 1921 році випустила знаменитий аромат «Chanel № 5». До Шанель жіночі парфуми були моноароматами, які не володіли складними запахами. Шанель виступила новаторкою, запропонувавши жінкам перший синтезований парфум, що не повторює запах якоїсь однієї квітки.
Коко Шанель популяризувала маленьку чорну сукню, яку можна було носити протягом дня і вечора залежно від того доповнення аксесуарами. У 1926 році американський журнал Vogue прирівняв за універсальністю і популярністю маленьку чорну сукню до автомобіля «Ford».
Попри величезний успіх моделей Шанель, у 1939 році вона закрила всі бутики і дім моди — почалася Друга світова війна. Багато кутюр'є покинули країну, але Шанель залишилася у Парижі. Після закінчення війни вона виїхала у Швейцарію.

## Тріумфальне повернення
У 1954 році 71-річна Шанель повернулася у світ моди і представила нову колекцію от кутюр. Через три сезони вона досягла колишньої слави і пошани. Шанель вдосконалила свої класичні моделі, і в результаті найбагатші та найвідоміші жінки стали постійними відвідувачками її показів. Костюм «від Шанель» став символом статусу нового покоління: виготовлений з твіду, з вузькою спідницею, жакетом без коміра, обшитим тасьмою, золотистими ґудзиками і накладними кишенями. Також знову представила жіночі сумочки, ювелірні вироби та взуття, які згодом мали приголомшливий успіх.
У 1950–1960-ті Шанель співпрацювала з різними голлівудськими студіями, одягала таких зірок, як Одрі Гепберн та Елізабет Тейлор. У 1969 році легендарна акторка Кетрін Гепберн втілила Шанель у бродвейському мюзиклі «Коко».
Мала безліч романів, але жодного шлюбу та дітей.
Померла 10 січня 1971 року у віці 87 років. Похована в Лозанні у Швейцарії в могилі, оточеній п'ятьма кам'яними левами.
З 1983 року Карл Лагерфельд прийняв керівництво дому моди Шанель і став його головним модельєром.

## Вшанування пам'яті
Вулиця Коко Шанель існує у французьких містах Гран-Шам, Ла-Рош-сюр-Іон, Торрей.
2021 року у селі Струмівка Волинської області з'явилася вулиця Коко Шанель.

## У мистецтві
Кінематограф
- 1981 — «Самотня Шанель», фільм спільного виробництва Франції, Британії та США. У головних ролях Марі-Франс Пізьє, Тімоті Далтон та Рутгер Гауер.
- 2008 — «Коко Шанель», телефільм спільного виробництва Італії, Франції та США. У головних ролях Ширлі Маклейн і Барбора Бобулова.
- 2009 — «Коко до Шанель», французький фільм Анн Фонтен за книгою Едмонди Шарль-Ру. У головній ролі Одрі Тоту.
- 2009 — «Коко Шанель та Ігор Стравинський», французький фільм Жана Кунена. У головних ролях Анна Муглаліс і Мадс Міккельсен.
- 2024 — «Новий образ», американський мінісеріал, заснований на біографії Крістіана Діора. Роль Шанель виконала Жульєт Бінош.